# Alcidion unicolor
Alcidion unicolor är en skalbaggsart som först beskrevs av Fisher 1932.  Alcidion unicolor ingår i släktet Alcidion och familjen långhorningar.
Artens utbredningsområde är Haiti. Inga underarter finns listade i Catalogue of Life.